# Max Bendo
Max Bendo (* 1972 in Kenia Abdalla Kassım Bendo) ist ein kenianisch-türkischer Schauspieler.

## Leben und Karriere
Bendo wurde 1972 in Kenia geboren. Damals hat Bendo als Animator in Serien gearbeitet. Später zog er in die Türkei. Sein Debüt gab er 2002 in der Fernsehserie En Son Babalar Duyar. Danach war er in der Serie Yalancı Romantik zu sehen. Von 2008 bis 2010 spielte er in der Serie  Akasya Durağı die Hauptrolle. Außerdem erwarb er die türkische Staatsbürgerschaft. Anschließend wurde er 2017 in Ver Kaç gecastet. Unter anderem trat er 2021 in Kuruluş Osman auf.

## Filmografie
Serien
- 2002–2007: En Son Babalar Duyar
- 2004: Kadın İsterse
- 2007: Metropol Cafe
- 2008: Komedi Türk
- 2008: Yalancı Romantik
- 2008–2010: Akasya Durağı
- 2017: Bakkalgazi
- 2017: Ver Kaç
- 2021: Kuruluş Osman